# Keffenach
Keffenach (Keffenàch in dialetto alsaziano) è un comune francese di 204 abitanti situato nel dipartimento del Basso Reno nella regione del Grand Est.

## Società

### Evoluzione demografica
Abitanti censiti